# Сулошова (гміна)
Гміна Сулошова (пол. Gmina Sułoszowa) — сільська гміна у південній Польщі. Належить до Краківського повіту Малопольського воєводства.
Станом на 31 грудня 2011 у гміні проживало 5825 осіб.

## Площа
Згідно з даними за 2007 рік площа гміни становила 53.38 км², у тому числі:
- орні землі: 89.00%
- ліси: 7.00%

Таким чином, площа гміни становить 4.34% площі повіту.

## Населення
Станом на 31 грудня 2011:
| Опис     | Загалом | Загалом | Чоловіки | Чоловіки | Жінки | Жінки |
| -------- | ------- | ------- | -------- | -------- | ----- | ----- |
| одиниця  | осіб    | %       | осіб     | %        | осіб  | %     |
| все      | 5825    | 100     | 2934     | 50.37    | 2891  | 49.63 |
| міське   | 0       | 100     | 0        |          | 0     |       |
| сільське | 5825    | 100     | 2934     | 50.37    | 2891  | 49.63 |

## Сусідні гміни
Гміна Сулошова межує з такими гмінами: Єжмановіце-Пшеґіня, Олькуш, Скала, Тшицьонж.